# Асколі-Пічено
Асколі-Пічено (італ. Ascoli Piceno) — місто та муніципалітет в Італії, у регіоні Марке, столиця провінції Асколі-Пічено.
Асколі-Пічено розташоване на відстані близько 140 км на північний схід від Риму, 85 км на південь від Анкони.
Населення — 49 875 осіб (2014).
Щорічний фестиваль відбувається 5 серпня. Покровитель — Sant'Emidio.

## Демографія
Населення за роками:

Станом на 1 січня 2023 року в муніципалітеті офіційно проживали 2763 іноземці з 88 країн, серед них 908 громадян країн Євросоюзу та 117 громадян України.

## Уродженці
- Джузеппе Якіні (*1964) — відомий у минулому італійський футболіст, півзахисник, згодом — футбольний тренер.
- Романо Фенаті (італ. Romano Fenati; народився 15 січня 1996) — італійський мотогонщик, учасник чемпіонату світу з шосейно-кільцевих мотогонок у серії MotoGP.

## Сусідні муніципалітети
- Аккуасанта-Терме
- Анкарано
- Аппіньяно-дель-Тронто
- Кастель-ді-Лама
- Кастіньяно
- Касторано
- Чивітелла-дель-Тронто
- Коллі-дель-Тронто
- Фоліньяно
- Мальтіньяно
- Роккафлувіоне
- Ротелла
- Сант'Еджидіо-алла-Вібрата
- Валле-Кастеллана
- Венаротта

## Галерея зображень

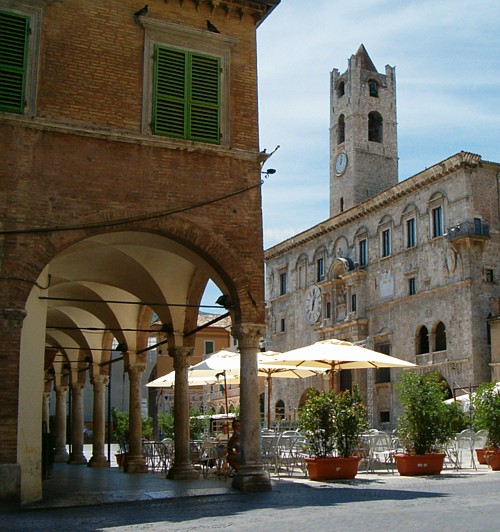
Palazzo dei Capitani in Piazza del Popolo
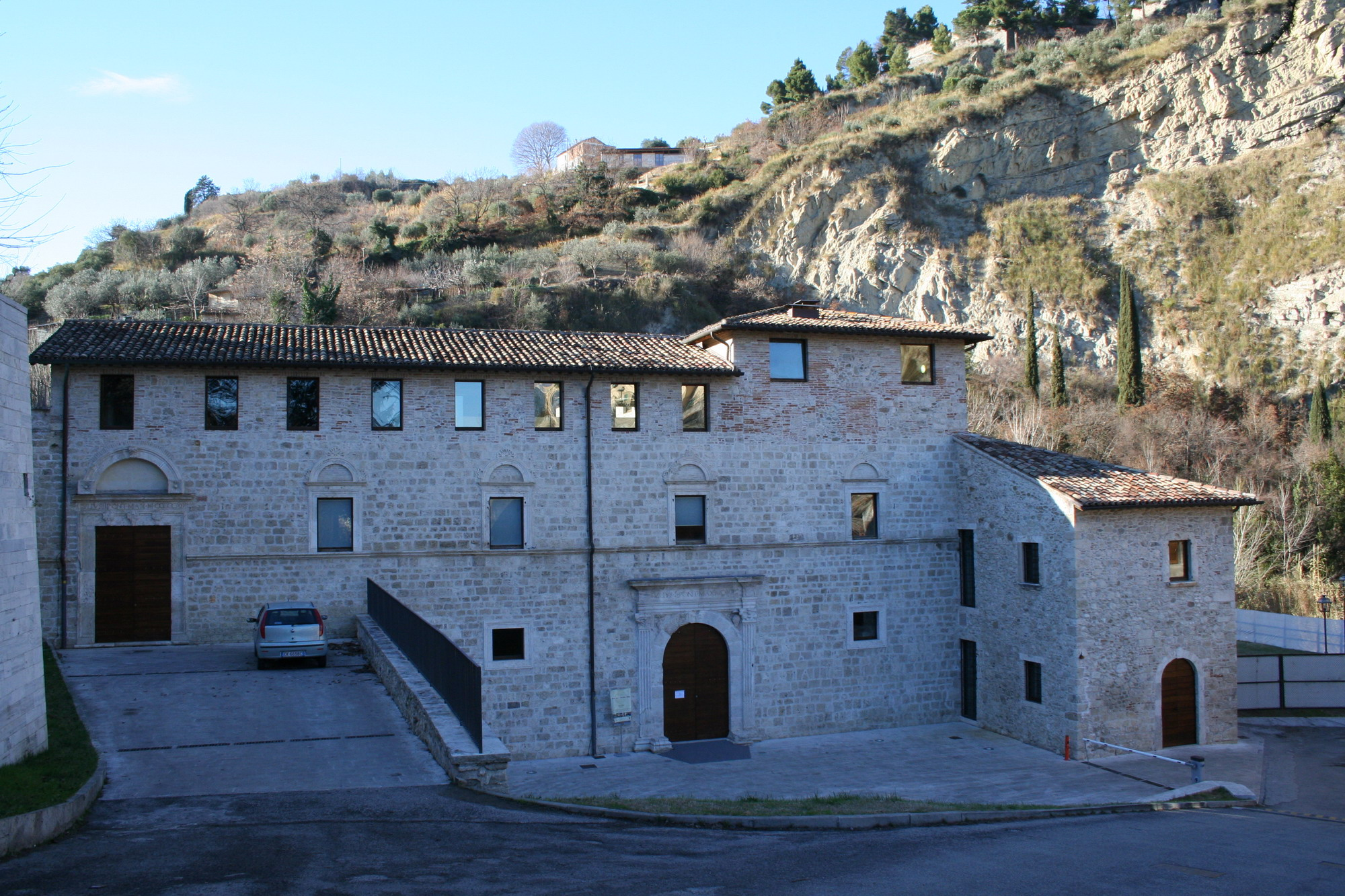
Cartiera Papale
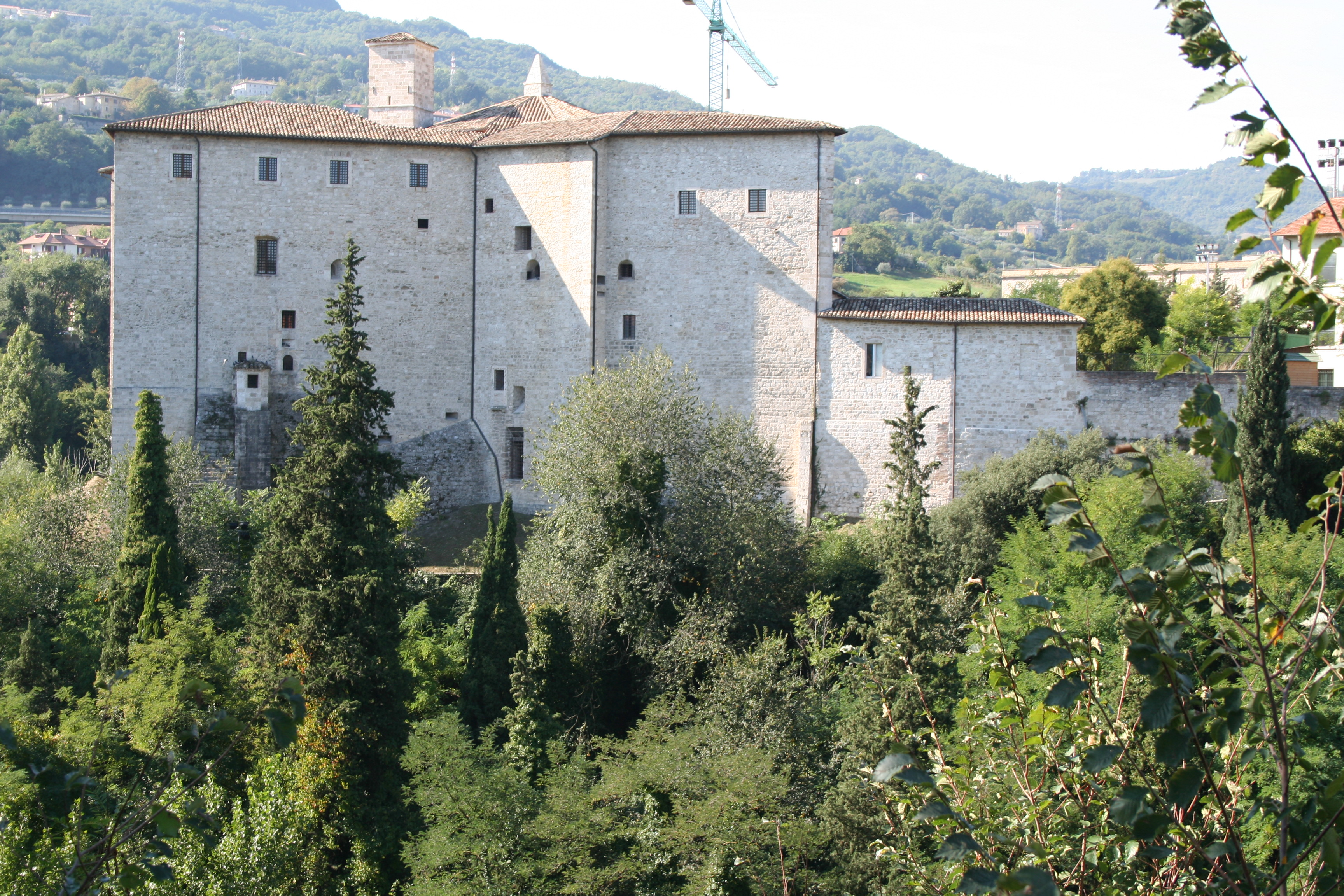
Forte Malatesta
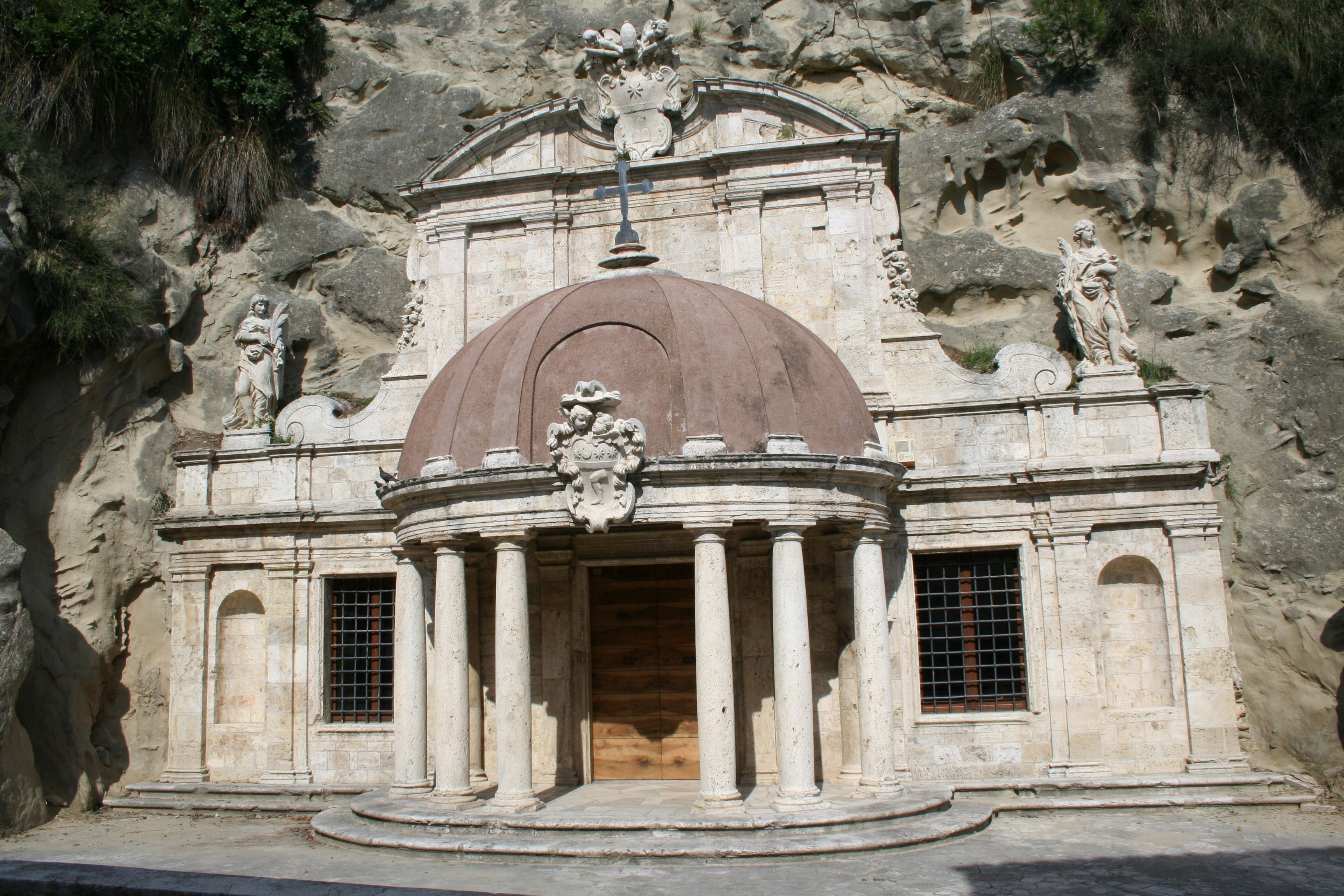
Tempietto di Sant.Emidio alle Grotte
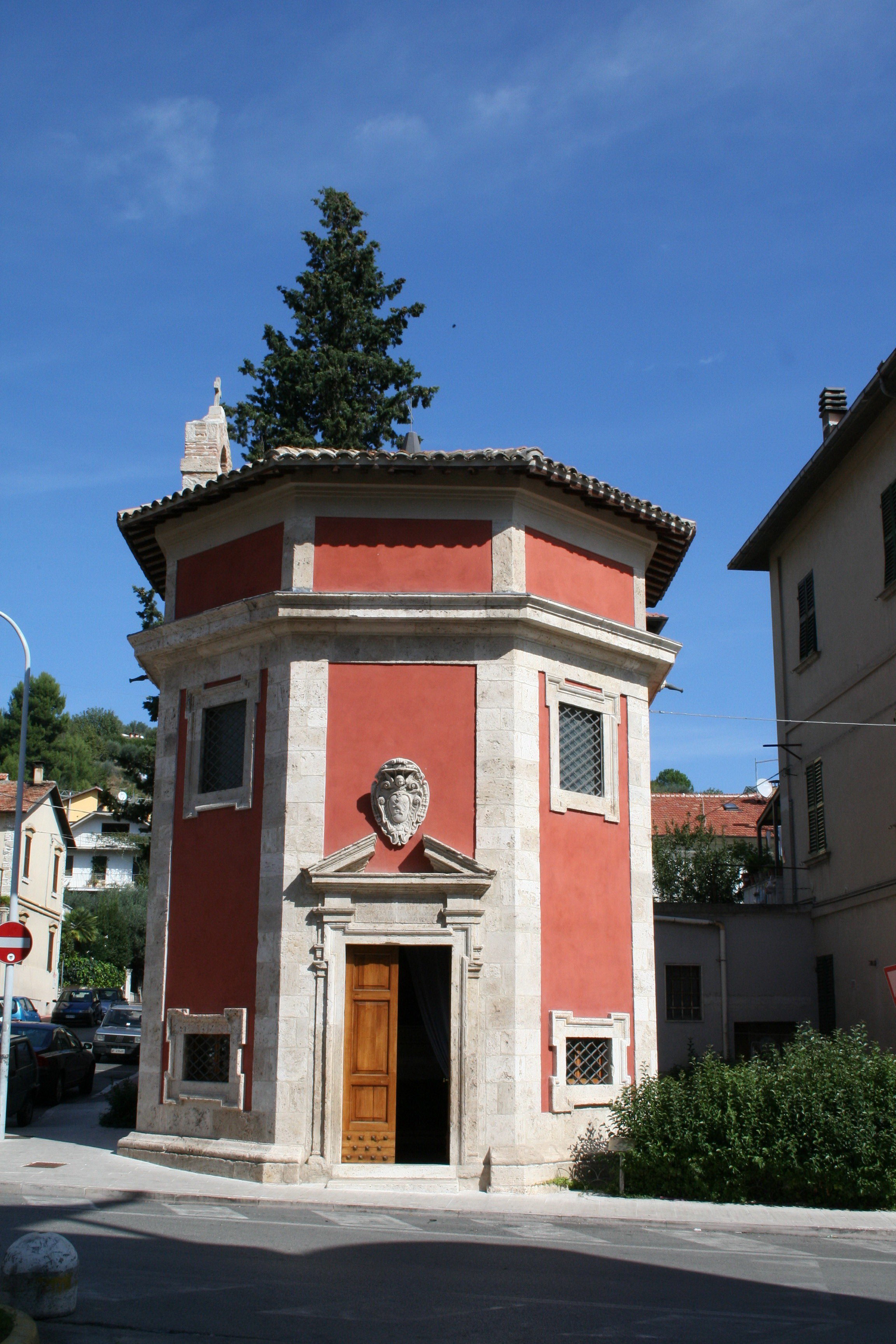
Tempietto di Sant'Emidio Rosso
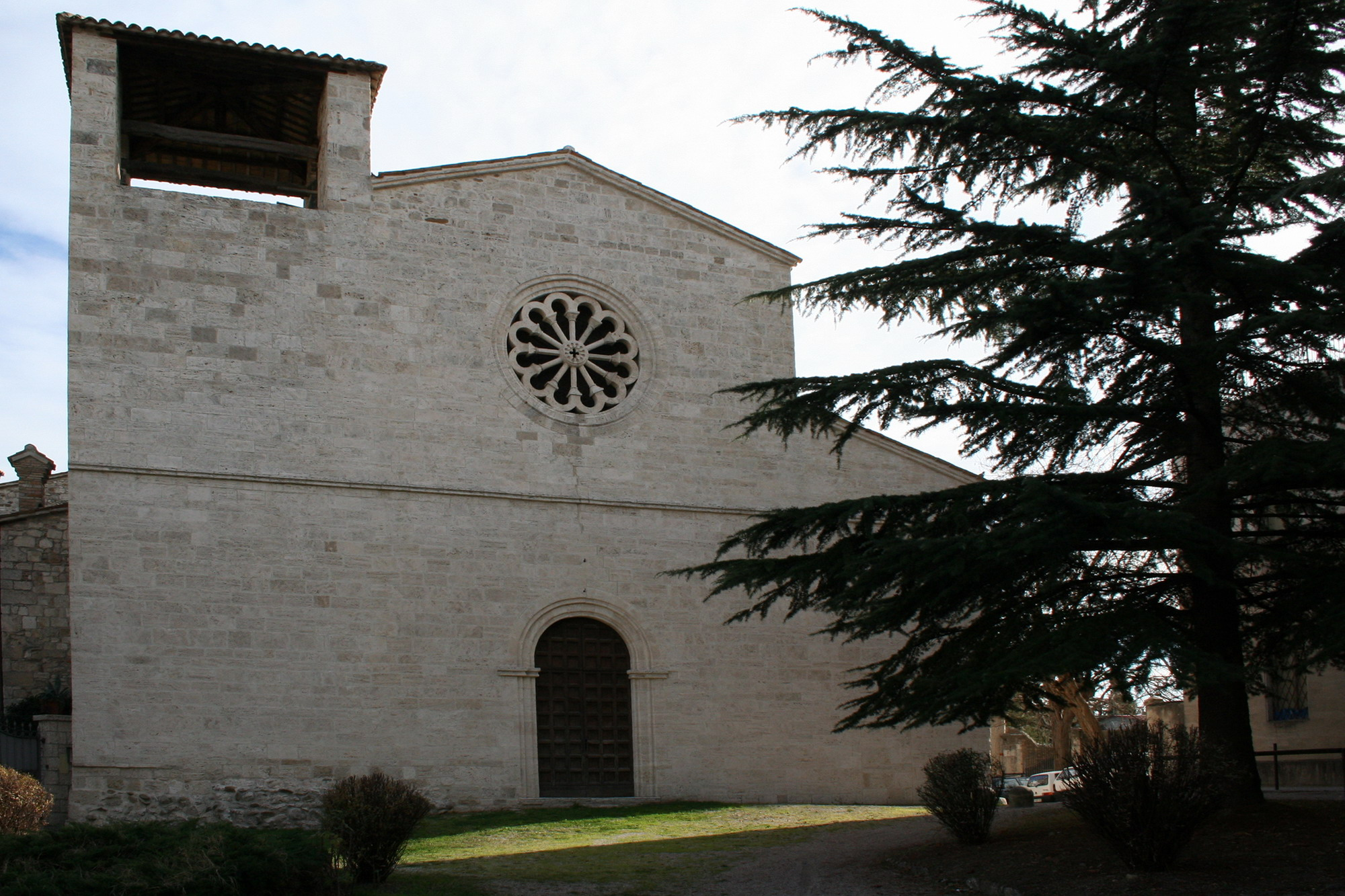
Chiesa di San Vittore
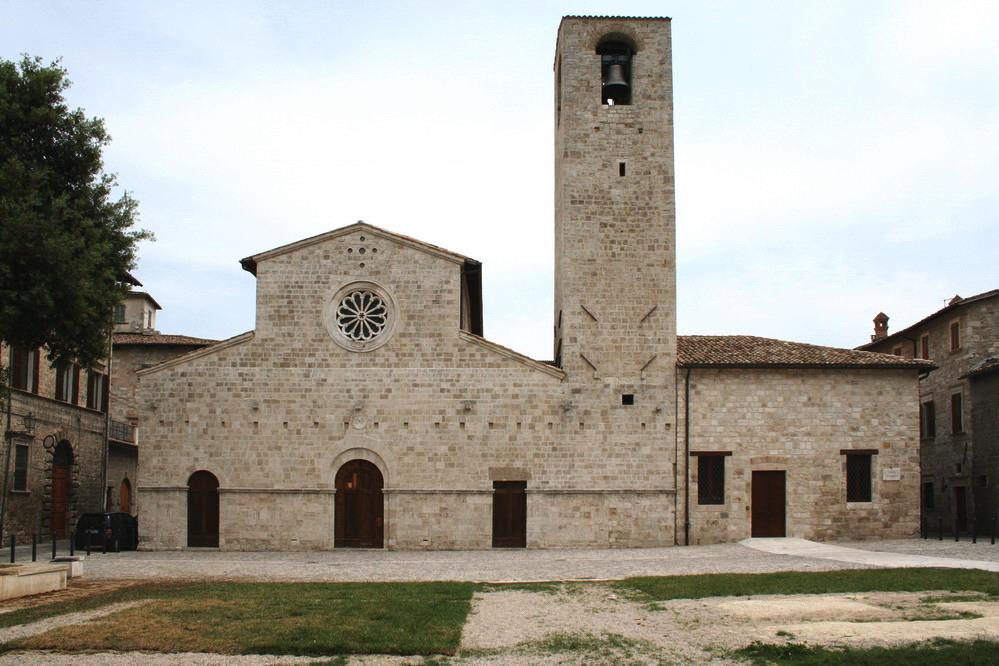
Chiesa di San Tommaso
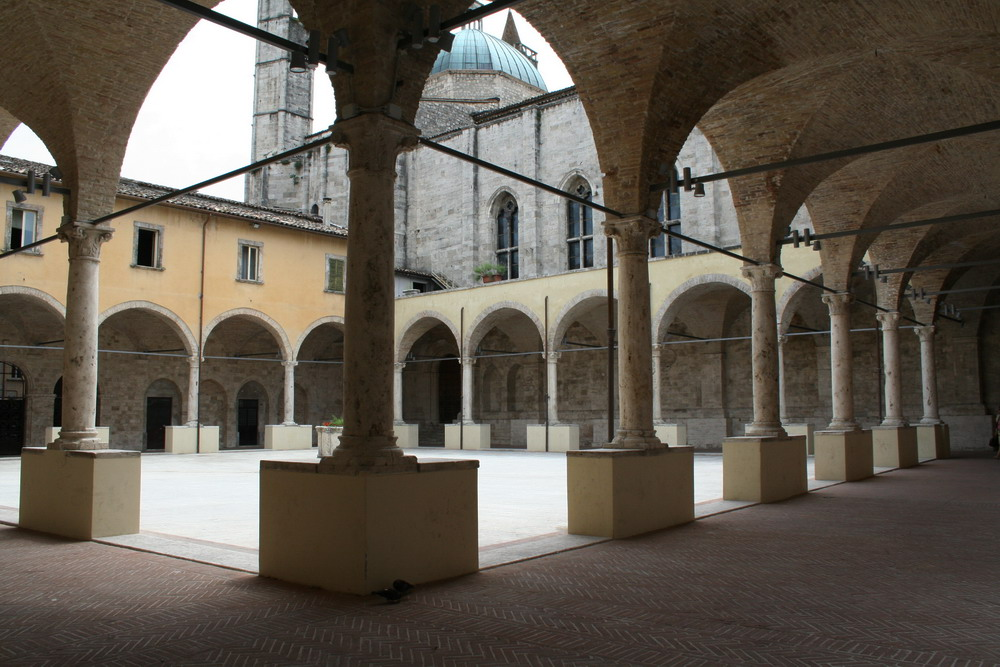
Chiostro di San Francesco
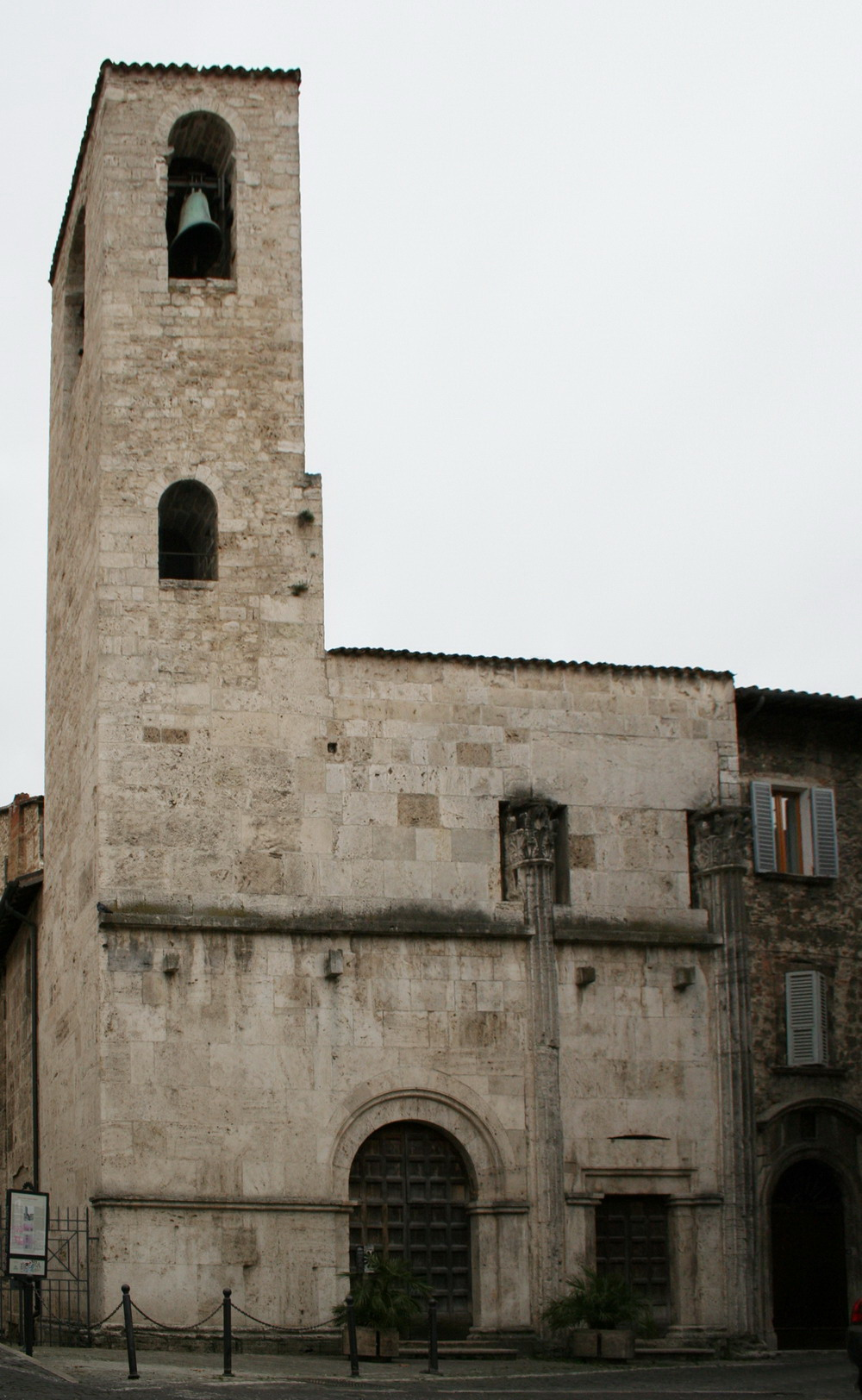
Chiesa di San Gregorio Magno
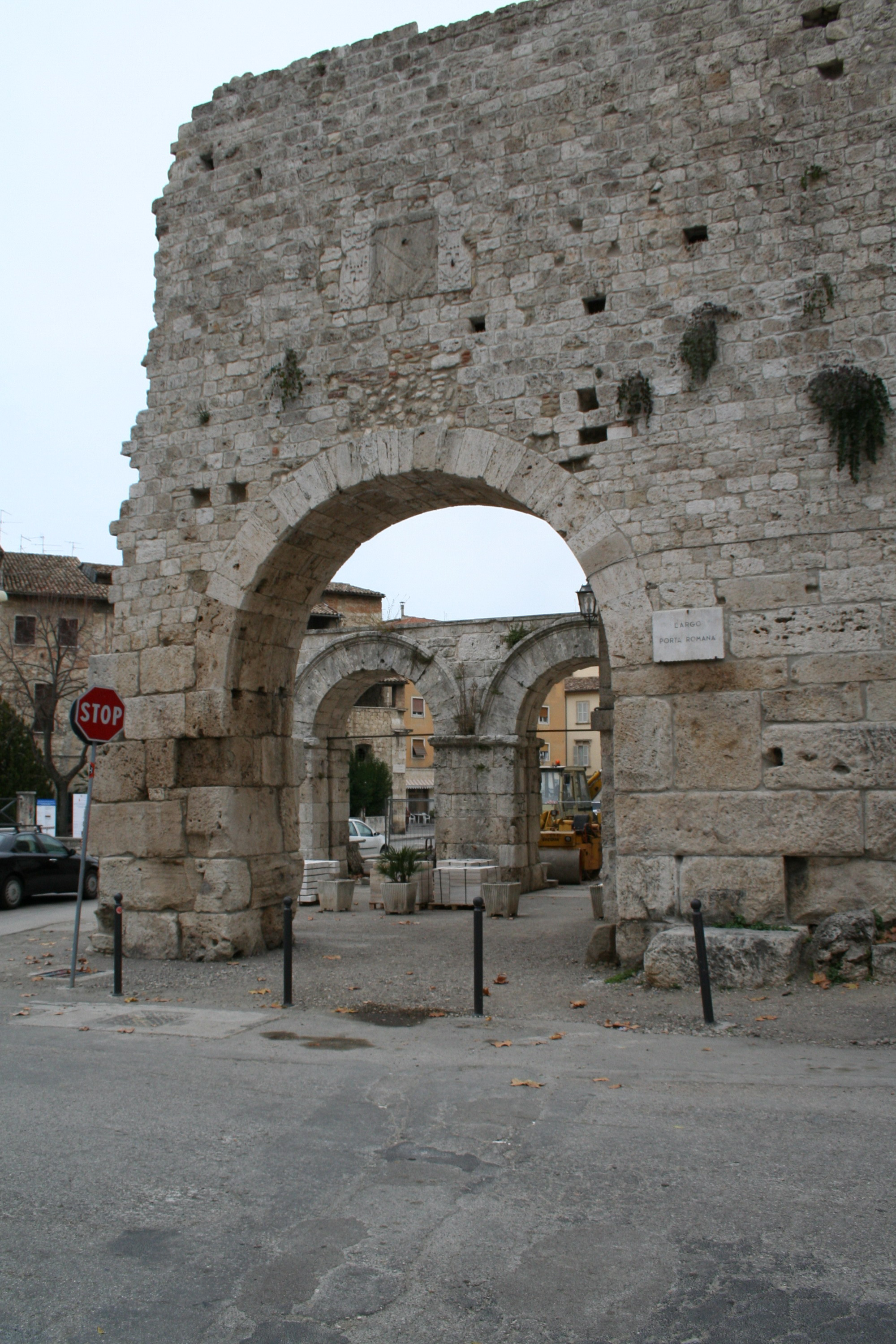
Porta Gemina
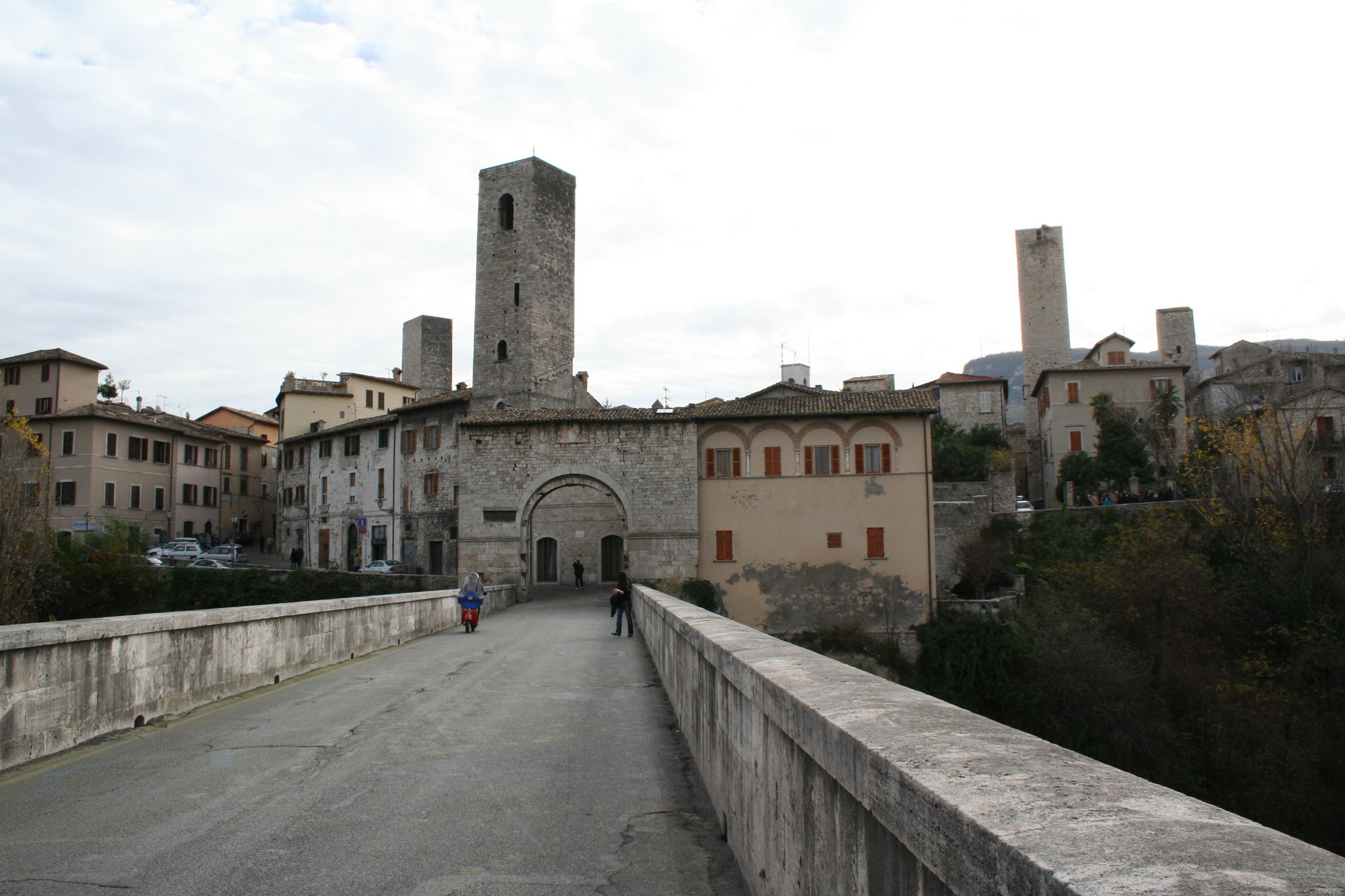
Porta Solestà
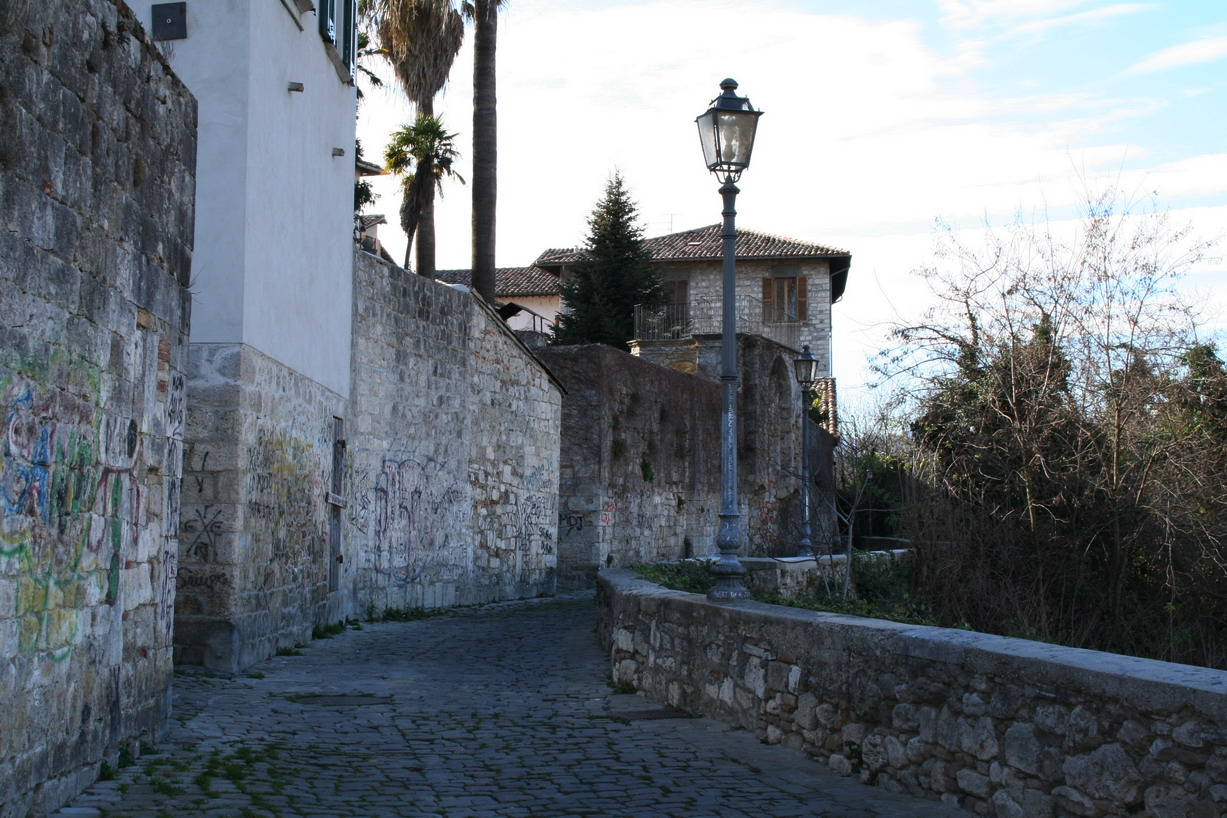
Via delle Stelle